# Wrotnów
Wrotnów (prononciation : [ˈvrɔtnuf]) est un village polonais situé dans la gmina de Miedzna dans le powiat de Węgrów et en voïvodie de Mazovie dans le centre-est de la Pologne.

## Situation géographique
Le village se trouve à environ huit kilomètres au nord de Miedzna, seize kilomètres au nord de Węgrów (chef-lieu du powiat) et à 82 kilomètres au nord-est de Varsovie (capitale de la Pologne).

## Histoire
De 1975 à 1998, le village appartenait administrativement à la voïvodie de Siedlce.

## Démographie
Le village comptait une population de 520 habitants en 2006.